# Parijs-Tours 1986
De Grote Herfstprijs 1986 ofwel, de 80ste editie van Parijs-Tours werd verreden op zondag 12 oktober 1986. De wedstrijd had een lengte van 249,5 kilometer, startte in Créteil en eindigde in Chaville.
De Australiër Phil Anderson won de sprint van zijn twee Franse medevluchters.
Deze wedstrijd was de onderdeel van de Super Prestige Pernod.

## Uitslag
| Plaats  | Naam               | Ploeg                | Tijd     |
| ------- | ------------------ | -------------------- | -------- |
| Winnaar | Phil Anderson      | Panasonic-Merckx-Agu | 6u13'07" |
| 2       | Jean-Louis Peillon | RMO                  | z.t.     |
| 3       | Charly Mottet      | Système U            | z.t.     |
| 4       | Adrie van der Poel | Kwantum Hallen-Yoko  | + 0'54"  |
| 5       | Jörg Müller        | KAS                  | + 0'57"  |
| 6       | Sean Kelly         | KAS                  | + 1'03"  |
| 7       | Jozef Lieckens     | Lotto-Merckx-Emerxil | z.t.     |
| 8       | Acácio da Silva    | KAS                  | z.t.     |
| 9       | Frank Hoste        | Fagor                | z.t.     |
| 10      | Dag Erik Pedersen  | Ceramiche Ariostea   | z.t.     |

1896 · 
1897 · 
1898 · 
1899 · 
1900 · 
1901 · 
1902 · 
1903 · 
1904 · 
1905 · 
1906 · 
1907 · 
1908 · 
1909 · 
1910 · 
1911 · 
1912 · 
1913 · 
1914 · 
1915 · 
1916 · 
1917 · 
1918 · 
1919 · 
1920 · 
1921 · 
1922 · 
1923 · 
1924 · 
1925 · 
1926 · 
1927 · 
1928 · 
1929 · 
1930 · 
1931 · 
1932 · 
1933 · 
1934 · 
1935 · 
1936 · 
1937 · 
1938 · 
1939 · 
1940 · 
1941 · 
1942 · 
1943 · 
1944 · 
1945 · 
1946 · 
1947 · 
1948 · 
1949 · 
1950 · 
1951 · 
1952 · 
1953 · 
1954 · 
1955 · 
1956 · 
1957 · 
1958 · 
1959 · 
1960 · 
1961 · 
1962 · 
1963 · 
1964 · 
1965 · 
1966 · 
1967 · 
1968 · 
1969 · 
1970 · 
1971 · 
1972 · 
1973 · 
1974 · 
1975 · 
1976 · 
1977 · 
1978 · 
1979 · 
1980 · 
1981 · 
1982 · 
1983 · 
1984 · 
1985 · 
1986 · 
1987 · 
1988 · 
1989 · 
1990 · 
1991 · 
1992 · 
1993 · 
1994 · 
1995 · 
1996 · 
1997 · 
1998 · 
1999 · 
2000 · 
2001 · 
2002 · 
2003 · 
2004 · 
2005 · 
2006 · 
2007 · 
2008 · 
2009 · 
2010 · 
2011 · 
2012 · 
2013 · 
2014 · 
2015 · 
2016 · 
2017 · 
2018 · 
2019 ·
2020 ·
2021 ·
2022 ·
2023 ·
2024 ·
2025